# Lycoriella felix
Lycoriella felix är en tvåvingeart som först beskrevs av Schmitz 1919.  Lycoriella felix ingår i släktet Lycoriella och familjen sorgmyggor.
Artens utbredningsområde är Nederländerna. Inga underarter finns listade i Catalogue of Life.